# Столица (мини-футбольный клуб)
МФК «Столица» (бел. МФК «Сталіца») — мини-футбольный клуб из Минска, четырёхкратный чемпион Беларуси, четырёхкратный бронзовый призёр, обладатель Кубка и дважды Суперкубка Беларуси.

## История клуба
1 июля 2013 года — день рождения Молодёжного спортивного общественного объединения «Мини-футбольный клуб «Столица» и команды МФК «Столица». Действующий чемпион Беларуси вырос из любительской команды IT-компании SoftClub — крупного белорусского разработчика программного обеспечения для банков и финансовых учреждений. За несколько лет команда выиграла практически все значимые любительские турниры по мини-футболу, Кубок Минска и заняла второе место в Первой лиге. Этот успех дал шанс «Столице» заявить о себе в Высшей лиге и вырасти в чемпиона Беларуси и постоянного участника Лиги чемпионов УЕФА.

## Основные сведения

### Клубные цвета
| Зеленый | Белый | Черный |

## Достижения клуба

### Национальные турниры
- Чемпион Беларуси (6): 2013/14, 2016/2017, 2018/19, 2021/22, 22/23, 23/24
- Бронзовый призёр (2): 2014/15, 2015/16, 2017/18, 2019/20
- Обладатель Кубка Беларуси (1): 2014/15
- Обладатель Суперкубка Беларуси (1): 2013/14, 2021/22, 22/23.

### Международные соревнования
- Кубок УЕФА по мини-футболу 2014/2015: участник основного раунда
- Кубок УЕФА по мини-футболу 2017/2018 : участник элитного раунда
- Лига Чемпионов УЕФА 2019/2020: участник элитного раунда
- Лига Чемпионов УЕФА 2022/2023: участник основного раунда

## Текущий состав
| №  |               | Поз. | Имя               | Год рождения |
| -- | ------------- | ---- | ----------------- | ------------ |
| 1  | Флаг Беларуси | Вр   | Максим Трофимович | 1999         |
| 12 | Флаг Беларуси | Вр   | Алексей Лукша     | 1992         |
| 14 | Флаг Беларуси | Уни  | Олег Горбенко     | 1987         |
| 9  | Флаг Беларуси | Уни  | Владимир Жигалко  | 1990         |
| 20 | Флаг России   | Уни  | Ильнур Исламов    | 1990         |
| 4  | Флаг Беларуси | Уни  | Павел Книга       | 1993         |
| 16 | Флаг Беларуси | Уни  | Артем Козел       | 1994         |
|    |               |      |                   |              |
| 7  | Флаг Армении  | Уни  | Саркис Маргарян   | 1993         |
| 11 | Флаг Беларуси | Уни  | Владимир Пискун   | 1993         |

| №  |               | Поз. | Имя                 | Год рождения |
| -- | ------------- | ---- | ------------------- | ------------ |
| 10 | Флаг Беларуси | Уни  | Александр Умпирович | 1996         |
| 21 | Флаг Беларуси | Уни  | Игорь Щербич        | 1992         |
| 88 | Флаг Беларуси | Уни  | Дмитрий Шведко      | 2000         |
|    |               |      |                     |              |
| 27 | Флаг Беларуси | Уни  | Сергей Лавор        | 1993         |
|    |               |      |                     |              |
|    |               |      |                     |              |
|    |               |      |                     |              |

## Тренерский штаб
- Александр Чибисов — главный тренер
- Дмитрий Поляков — тренер вратарей
- Леонид Сидоров — Председатель Правления

## Стадион
Домашние матчи «Столицы» проводятся во Дворце спорта «Уручье»

## Столица-Юни
Детская академия по мини-футболу «Столица-Юни» была создана для подготовки успешных юных футболистов и для воспитания достойных личностей нашей страны. Академия вошла в структуру профессионального клуба по мини-футболу «Столица».